# Сан Ђовани Сверђу
Сан Ђовани Сверђу (итал. San Giovanni Suergiu) је насеље у Италији у округу Карбонија-Иглесијас, региону Сардинија.
Према процени из 2011. у насељу је живело 3198 становника. Насеље се налази на надморској висини од 19 м.

## Становништво
Према резултатима пописа становништва 2011. у општини је живело 6.020 становника.
| 1931. | 1936. | 1951. | 1961. | 1971. | 1981. | 1991. | 2001. | 2011. |
| ----- | ----- | ----- | ----- | ----- | ----- | ----- | ----- | ----- |
| 2.191 | 2.652 | 4.308 | 5.353 | 5.043 | 5.711 | 6.342 | 6.116 | 6.020 |